# Божидар Маврудчиев
Божидар Димитров Маврудчиев е български геолог и петролог.

## Образование и експедиции
Божидар Маврудчиев е роден на 24 април 1933 г. в Сливен в семейството на учителите Димитър Георгиев Маврудчиев и Иванка Стоянова Пехливанова – Маврудчиева. Основното и средното си образование получава в Сливен. През 1950 година е приет за студент по геология в Софийския университет. През 1955 г. се дипломира с квалификация геолог-геохимик. Научен ръководител на дипломната му работа е академик Страшимир Димитров. Работи като геолог в Маджаровското рудно поле в системата на Комплексната геоложка експедиция и към управление „Полиметали“. Открива като геолог-картировач монцонитоидните дайки и интрузии в централната част на Маджаровската вулкано-плутонична структура, което предопределя и бъдещата му научна работа. От 1956 до 2001 г. е преподавател в Софийския университет, където последователно е асистент (1956 – 1973), доцент (1974 – 1994) и професор (1994 – 2001). През годините води курсовете „Петрография“, „Кристалооптика“, „Фьодоровски метод“, „Магмени и метаморфни скали в България“ в Софийския университет, както и в неговите филиали в Хасково, Велико Търново и Шумен. През 1964 г. специализира в Ленинградския минен институт и в Тбилиския държавен университет. През 1972 г. защитава дисертация на тема: „Палеогенският магматизъм в Маджаровското рудно поле“, а през 1992 г. – дисертация за доктор на науките: „Палеогенският плутонизъм в Източните Родопи“.
От 1966 до 1968 г участва в първата Българо–монголска комплексна геоложка експедиция в Република Монголия и заедно със съпругата си провежда кондиционно геоложко картиране. В периода 1974 – 1975 също се включва и в организираната от „Булгаргеомин“ комплексна геоложка експедиция в НР Конго (Бразавил). От 1976 до 1981 г. е преподавател в Университета „Едуардо Мондлане“ в гр. Мапуто, Мозамбик, където изнася основните курсове по петрология, както и провежда практически занятия по кристалооптика и скалообразуваща минералогия.

## Научна дейност
Автор и съавтор е на повече от 150 научни публикации в следните направления на геологията: магматизъм, метаморфизъм, метасоматизъм, металогения и в областта на геоморфологията: оценка на ерозионния срез на полиметалните находища в Източните Родопи. Научните му приноси са най-вече в изучаването на магматизма и метаморфизма в България, Монголия и Конго (Бразавил). В последните години от живота се занимава с история на българската геология.
Умира на 25 август 2019 г. в София.

## Избрана библиография
- Маврудчиев, Божидар. Петрология на базалтовия магматизъм в Крумовградско //  Годишник на Софийския университет. Геолого-географски факултет; Annuaire de l'Universite de Sofia. Faculte de geologie et geographie. Livre 1 - Geologie 57 (1).   1964. с. 1-35. Посетен на 27  август 2024.
- Маврудчиев, Божидар; Иван Костов. IN MEMORIAM Професор Наум Николов - 110 години от рождението му. Живот и научно творчество //  Годишник на Софийския университет "Св. Климент Охридски". Геолого-географски факултет. Книга 1 - Геология; Annuaire de l'Universite de Sofia "St. Kliment Ohridski". Faculte de geologie et geographie. Livre 1 - Geologie 93 (1).   2001. с. 237-254.
- Маврудчиев, Божидар. Страници от календара на българската геология (1828 – 2005) „80 години Българско Геологическо Дружество“.   София, Българско геологическо дружество, 2005. ISBN 954-91606-3-7. Посетен на 28 ноември 2021.